# Oravivuori
Oravivuori är ett 193 meter högt berg i Jyväskylä stad i Finland. Berget användes 1834 som mätpunkt vid uppmätningen av Struves meridianbåge och är en av de mätpunkter som ingår i världsarvet med samma namn. Mätpunkten "Puolakka" är markerad med ett borrhål i berget. På berget fanns tidigare också finska lantmäteriverkets triangelmätningstorn då platsen var en av landets geodetiska huvudpunkter. Ett nytt torn har dock uppförts för att påminna om platsens betydelse.